# Dalmacija (tema)
Dalmatinska tema (srednjeveško grško θέμα δαλματίας/δελματίας, latinizirano: théma Dalmatías/Delmatías) je bila bizantinska tema,  vojaško-civilna provinca na vzhodni obali Jadranskega morja  s sedežem v Jaderi, kasnejši Zari in današnjem Zadru, Hrvaška. 

## Izvor
Dalmacija je prvič prišla pod bizantinsko oblast v 530. letih, ko so jo generali cesarja Justinijana I. (vladal 527–565) v gotski vojni odvzeli Ostrogotom. Vpadi Avarov in Slovanov v 7. stoletju so uničili glavna obalna mesta in velik del dalmatinskega zaledja je prišel pod njihovo oblast. Bizantinska oblast je bila omejena na otoke in nekatera obalna mesta z lokalno avtonomijo in dalmatinske mestne države, kot sta bili Spalatum (Split) in Ragusium (Dubrovnik). Jadera (Zadar) je postala lokalno škofovsko in upravno središče pod arhontom. Ta obmorska mesta so bila zatočišča avtohtonih dalmatinskih Novolatincev, ki so ustvarili prvotnih osem dalmatinskih mestnih držav: Vecla (Krk), Crespa (Cres), Arba (Rab), Jadera (Zadar), Tragurium (Trogir), Spalatum (Split), Ragusium (Dubrovnik) in Cattaro (Kotor). 
Na prelomu iz 8. v 9. stoletje je Dalmacijo zasedel Karel Veliki (vladal 768–814), vendar jo je leta 812 po tako imenovanem Pax Nicephori vrnil Bizantincem. Ali ja bila regija potem pod dejansko ali samo nominalno bizantinsko oblastjo, ni povsem jasno. Zdi se, da so bila lokalna latinska mesta tako rekoč neodvisna. Ne glede na to je bil v Taktikonu Uspenskega leta 842/843 omenjen arhont Dalmacije, pečat stratega Dalmacije iz prve polovice 9. stoletja pa kaže na vsaj kratek obstoj Dalmatinske teme.

## Zgodovina
Dalmatinska tema je bila uradno ustanovljena v zgodnjih letih vladavine cesarja Bazilija I. Makedonca po pohodih njegovega generala Nikite Orifa.
Za podporo Slovanov v Dalmaciji so se potegovali Bizantinci, Franki in rimski papež. V bojih za oblast je bil leta 878 odstavljen bizantinski vazal Zdeslav in bil kasneje vrnjen na knežji prestol. S padcem Karolinškega cesarstva so Franki prenehali biti velika sila na Jadranu, okrepila pa se je Beneška republika, začenši z dožem Pietrom Tradonicom. Od vladavine hrvaškega kneza Branimirja so morali Benečani Hrvaški in Naretvanom plačevati davek za prosto plovbo njihovih ladij ob  vzhodni jadranski obali. Dalmatinske mestne državice so hrvaškemu knezu vsako leto plačale 710 dukatov davka
Okoli leta 923 so hrvaški knez Tomislav, bizantinski cesar in oba cerkvena patriarha sklenili sporazum, s katerim se je oblast nad bizantinskimi dalmatinskimi mesti prenesla na Hrvaško. Sporazum je sprožil niz podobnih manevrov in hrvaško-bolgarskih vojn, med katerimi so bizantinski cesarji iz Makedonske dinastije ohranili različne stopnje oblasti nad dalmatinskimi mesti. Cerkev je prestajala podobne notranje konflikte med rivalskima škofijama Nin in Split. Med letoma 986 in 990 je zaradi aktivnega zavezništva proti Samuelu Bolgarskemu, ki je napadel tudi Dalmacijo do Zadra, kralj Štefan Držislav dobil odškodnino. Cesar Bazilij II. ga je nagradil z naslovoma patriarha in eparha, s čimer je dobil formalno oblast nad Dalmatinsko temo, po mnenju nekaterih zgodovinarjev pa ne tudi nad dalmatinskimi mestnimi državami. Po Tomažu Arhidiakonu je Štefan Držislav v znak priznanja od bizantinskega cesarja prejel kraljevske insignije in nazive ter postal reges Dalmatie et Croatie. Naslove so nasledili tudi njegovi potomci. Hrvati in Neretvani so ovirali plovbo beneških ladij do vladavine doža Pietra II. Orseola, ki je leta 998 in 1000 uspešno posredoval in sklenil dve pomembni dinastični poroki tako s hrvaškim koz z bizantinskim dvorom. Pod Domenicom I. Contarinijem so Benetke ponovno zavzele Jadero. 
Pod Petrom Krešimirjem IV. je Hrvaška ponovno imela obdobje nadzora nad Dalmatinsko temo in dalmatinskimi mestnimi državami. Kralj je do leta 1069 razširil kraljestvo na kopnem in na morju in štel Jadranski morje in otoke za svoje. Od bizantinskega cesarja je zahteval, da ga prizna za vladarja teme, in svojo domeno poimenoval Kraljevina Dalmacije in Hrvaške (Regnum Dalmatiae et Croatiae). Vdor Normanov iz južne Italije v imenu dalmatinskih mest in Bizantincev je leta 1074 nekoliko spremenil ravnotežje moči. Grof Amico iz Giovinazza je skoraj cel mesec od konca aprila do začetka maja oblegal tudi Rab, vendar mu otoka ni uspelo osvojiti. Uspelo mu je  zavzeti otok Cres in ujeti samega hrvaškega kralja, ki je novembra 1074 umrl v normanski ječi. Februarja 1075 so Benečani pregnali Normane in zase zadržali dalmatinska mesta. Dož Domenico Selvo se je sam imenoval za doža "Benečije, Dalmacije in Hrvaške",  kasneje le Dalmacije, vendar ni imel oblasti nad Dalmacijo in Hrvaško. Oktobra 1075 je Sveti sedež Dimitrija Zvonimirja okronal za kralja Hrvaške in Dalmacije. Njegovo oblast so čutili tudi na otokih Krk in Cres. Zvonimirjeva smrt leta 1089 je povzročila nasledstveno krizo na Hrvaškem in v Dalmaciji. Beneški dož Vitale I. Michiel je leta 1098 sklenil sporazum z ogrskim kraljem Kolomanom, imenovan Conventio Amicitiae (Zaveza prijateljstva), ki je določil interesna področja vsake strani z dodelitvijo obalnih regije Hrvaške Ogrski in Dalmacije Beneški republiki. Koloman je leta 1105 prekršil sporazum in osvojil obmorska mesta Dalmacije.

### Južna Dalmacija
Na jugu Dalmatinske teme je začelo postajati vse pomembnejše mesto Ragusa (Dubrovnik), eno glavnih dalmatinskih mestnih držav, vendar še vedno pod bizantinskim nadzorom. Raguška škofija je bila leta 998 povzdignjena v nadškofijo. 
V zgodnjem 11. stoletju je bizantinski nadzor nad osmimi dalmatinskimi mestnimi državami začela izpodbijati srbska kneževina Duklja, katere vladar Jovan Vladimir je prevzel nadzor nad Barom blizu meje z Draško temo. Njegove podvige je čez dvajset let ponovil Štefan Vojislav. Leta 1034 pa je bila barska škofija povzdignjena v nadškofijo. Kmalu zatem se je začela vojna z bizantinskim generalom Teofilom Erotikom, guvernerjem Srbije in Cipra. Štefanov sin Mihajlo je po razkolu med Vzhodom in Zahodom leta 1054 dobil podporo papeža, kar je dodatno oslabilo bizantinski vpliv v Dalmaciji. 
Z izjemo Dubrovnika je v južni tretjini Dalmacije bizantinska oblast  v 1060. letih propadla. Dukljanski kralj Konstantin Bodin je obljubil svojo podporo papežu Urbanu II., ki je v zameno Baru leta 1089 potrdil status nadškofije. Potrditev je povzročila začasno znižanje položaja dubrovniške škofije. Do konca 11. stoletja je nadzor nad zaledjem severne Dalmacije prevzelo Ogrsko kraljestvo. Duklja je ostala večinoma pod bizantinskim nadzorom. V njej se je zvrstilo nekaj notranjih konfliktov, ki so oslabili njene vladarje. 

### Kasnejše obdobje
Bizantinska prevlada je bila obnovljena pod cesarjem Manuelom I. Komnenom (vladal 1143–1180), vendar je po njegovi smrti izginila in jo je nadomestila beneška oblast. Z vzponom Štefana Nemanje je oblast nad deželami na jugu obalne Dalmacije prevzela dinastija Nemanjić, medtem ko so bili skoraj vsi dalmatinski otoki in obala severne in srednje Dalmacije od 15. stoletja pod popolnim beneškim nadzorom. Beneška država Stato da Mar je obstajala do leta 1797.